# 美國占領尼加拉瓜
美國占領尼加拉瓜（英語︰United States occupation of Nicaragua，西班牙語︰La ocupación estadounidense de Nicaragua）是香蕉戰爭的一部分，美軍於1912年入侵尼加拉瓜，並一直佔領至1933年。軍事干預的目的是為了防止除美國外的任何其他國家去修建尼加拉瓜運河。

## 時間線

### 埃斯特拉達叛亂
1909年，尼加拉瓜總統何塞·桑托斯·塞拉亞遭到由布盧菲爾茲市長胡安·何塞·埃斯特拉達(Juan José Estrada)) 領導的保守黨所反對。保守黨與美國企業達成協議，若美國企業為叛亂提供財政援助，在推翻總統後會給予經濟上的利益。美國企業因此參與叛亂，並希望獲得美國政府的支持。當時美國在尼加拉瓜的軍事存在相當有限，只有一艘在布盧菲爾茲海岸附近巡邏的美國海軍艦艇，稱是為了保護居住在那裡的美國公民的生命和利益。1909年12月，保守黨試圖推翻塞拉亞，引發「埃斯特拉達叛亂」。其中兩名美國人因此被捕，分別是倫納德·格羅斯(Leonard Groce)和李·羅伊·坎農(Lee Roy Cannon)，他們因涉嫌參與叛亂和佈設地雷而被起訴。塞拉亞總統不滿美國參與政變，下令處決這兩名美國人，並切斷了與美國的外交關係。
查莫羅人和尼加拉瓜將軍胡安·埃斯特拉達(Juan Estrada)領導了反對塞拉亞政權的部隊，佔領了與哥斯達黎加接壤的三個小鎮，並在首都馬拿瓜公開煽動叛亂。一直在墨西哥和哥斯達黎加附近等待的四艘美國海軍軍艦及有700名海軍陸戰隊員也抵達尼加拉瓜的科林托。
逼於壓力，塞拉亞於1909年12月14日辭職，他精心挑選的繼任者何塞·馬德里茲(Jose Madriz)於1909年12月20日，在自由黨控制的尼加拉瓜國民議會中當選。時任美國國務卿菲蘭德·C·諾克斯警告新政府，指在證明何塞政府是一個「負責任的政府」及「對美國公民做出賠償」前，美國不會恢復與尼加拉瓜的外交關係。12月23日晚，前總統塞拉亞得到墨西哥庇護，離開科林托前往墨西哥的薩利納克魯茲。
1910年3月中旬，美國的尼加拉瓜遠征隊從尼加拉瓜海域撤離。5月27日，美國海軍陸戰隊少校斯梅德利·巴特勒率領250名海軍陸戰隊員抵達尼加拉瓜海岸，指是在布盧菲爾茲提供安全保障美國國務卿持續譴責塞拉亞及支持埃斯特拉達。新總統馬德里茲在受美國支持的東部叛軍壓力下，最終宣佈辭職，1910年8月，胡安·埃斯特拉達宣誓成為尼加拉瓜總統，美國隨即承認。

### 梅納叛亂
胡安政府允許美國在尼加拉瓜實行金元外交，即是所謂的「美元換子彈」政策。金元外交的目標是通過資本滲透削弱歐洲在該地區的金融實力，因為歐洲勢力已威脅到美國在尼加拉瓜建設運河的利益，同時也為了保護美國在尼加拉瓜資源開發上的投入。該政策為美國銀行向尼加拉瓜政府提供貸款打開了大門，確保了美國對尼加拉瓜整個國家經濟的控制。
1912年，尼加拉瓜的自由黨及保守黨惡鬥持續，並已經威脅到美元外交下的美國投資。戰爭部長路易斯·梅納迫胡安辭職，並由阿道爾弗·迪亞斯接任。迪亞斯與美國的緊密聯繫導致他在尼加拉瓜的支持度下跌，激化了包括戰爭部長路易斯·梅納在內的尼加拉瓜軍人中的民族主義情緒。梅納獲得國民議會的支持，指責迪亞茲將國家利益賣給紐約銀行家。 迪亞茲轉向美國政府尋求幫助。美國官員也呼籲塔夫脫總統進行軍事干預，稱從美國控制的尼加拉瓜鐵路受到威脅，美國的利益受損。
1912年中，梅納說服尼加拉瓜國民議會在迪亞茲任期結束後任命他為新總統。美國反對尼加拉瓜國民議會的決定，支持迪亞茲。這種情況下梅納決定領軍反抗迪亞斯政府，一支由自由黨將軍本傑明·澤萊東（Benjamín Zeledón）領導的部隊，迅速援助在格拉納達的梅納。
迪亞斯向美國表示無法保證美國在尼加拉瓜的人員和財產安全，並要求美國進行軍事干預。1912年8月，梅納和他的部隊在馬那瓜湖和尼加拉瓜湖捕獲了由美國控制的鐵路公司所擁有的輪船。他們還襲擊了首都馬那瓜，對其進行了四個小時的轟炸。 美國註尼加拉瓜部長喬治·韋策爾向華盛頓發出電報，要求派遣美軍保衛美國使館。

### 1912年佔領
8月4日，一支100名美軍組成的登陸部隊從馬里蘭州安那波利斯前往尼加拉瓜首都馬那瓜。在尼加拉瓜東海岸，USS Tacoma (CL-20)奉命前往尼加拉瓜的布盧菲爾茲，於8月6日抵達尼加拉瓜並派遣50人的部隊登陸。1912年8月15日，一支由 350 名美國海軍陸戰隊組成的部隊從運河區乘坐USS Justin駛往馬那瓜。
1912年8月27日，由指揮官托馬斯·華盛頓(Thomas Washington)指揮軍艦USS Denver (CL-16)，艦載著350名海軍和海軍陸戰隊員抵達科林托。1912年8月29日，一支 120 人的登陸部隊在科林托登陸，以保護從科林托到馬那瓜再向南到格拉納達的鐵路線。1912年8月30日至9月6日和9月11日至9月11日，一名軍官和 24 名士兵從尼加拉瓜地峽南端聖胡安德爾蘇爾的丹佛登陸，以保護美國的利益。9月22日上午，美國海軍陸戰隊的兩個營和一個砲兵連進入格拉納達，梅納將軍被驅逐到巴拿馬。
在軍事干預尼加拉瓜的1100名美軍成員中，有37人在行動中喪生。 隨著迪亞斯保持總統位置，美國開始從尼加拉瓜領土撤出大部分軍隊，留下一百名海軍陸戰隊保護美國在馬那瓜的使館。1911年，《諾克斯-卡斯特里洛條約》被批准，使美國掌管尼加拉瓜大部分的金融體系。干預過後，一些海軍陸戰隊員留在該國，偶爾與當地居民發生衝突。1921年，一群海軍陸戰隊隊員突襲馬那瓜報社。那年晚些時候，一名海軍陸戰隊員開槍打死了一名尼加拉瓜警察。

### 1927年佔領
1926年5月2日，保守黨和自由黨之間再度衝突，引爆了尼加拉瓜內戰，自由黨勢力佔領了布盧菲爾茲，何塞·瑪麗亞·蒙卡多於8月占領了卡貝薩斯港。當時已卸任的阿道爾弗·迪亞斯在美國支持下再度成為總統，然後他立即要求卡爾文·柯立芝總統進行軍事干預，美國答應。1927年1月24日，第一批美國軍隊抵達，其中有 400 名海軍陸戰隊員。在美國軍隊支持下，自由黨勢力敗退，美國再度佔領尼加拉瓜至1933年。

## 另見
- 香蕉戰爭
- 香蕉共和國
- 美帝國主義
- 美國參與的政權更迭
- 奧古斯托·塞薩爾·桑定
- 尼加拉瓜內戰（1926–1927）